# Моховик
Моховик (Xerocomus) — рід базидієвих грибів родини болетові (Boletaceae). Спочатку розглядався як підрід роду болетус (Boletus). Більшість представників роду є їстівними грибами.

## Види
- Xerocomus armeniacus
- X. belizensis
- X. bubalinus
- X. cisalpinus
- X. chrysonemus
- X. communis
- X. cyaneibrunnescens
- X. fennicus
- X. ferrugineus
- X. guidonis
- X. moravicus
- X. olivaceus
- X. parvogracilis
- X. porophyllus
- X. porosporus
- X. potaroensis
- X. ripariellus
- X. silwoodensis[1]
- X. subtomentosus — Моховик зелений
- X. truncatus

### Види, що раніше відносилися до роду
- Xerocomus chrysenteron (до 2008) — сучасна назва Xerocomellus chrysenteron (Моховик тріщинуватий)
- Xerocomus pruinatus (до 2008) — сучасна назва Xerocomellus pruinatus (Моховик оксамитовий)
- Xerocomus badius (до 2014) — сучасна назва Imleria badia (Польський гриб)
- Xerocomus rubellus (до 2015) — сучасна назва Hortiboletus rubellus (Моховик різнобарвний)